# Charlottetown (Neufundland und Labrador)
Charlottetown ist eine Gemeinde (Town) in der kanadischen Provinz Neufundland und Labrador. Charlottetown wurde 1950 von Benjamin Powell gegründet. Die Gemeinde wurde nach Charlottetown, der Provinzhauptstadt von Prince Edward Island, benannt.

## Lage
Charlottetown befindet sich am Südufer des White Bear Arm, einer Bucht im Südosten von Labrador, 28 km nordnordöstlich von Port Hope Simpson.
Charlottetown besitzt einen kleinen Flugplatz (IATA: YHG). Die 30 km lange Route 514 verbindet Charlottetown mit dem Trans-Labrador Highway. Außerdem existiert eine Schiffsverbindung zur abgelegenen Siedlung Normans Bay.

## Einwohnerzahl
Beim Zensus im Jahr 2016 hatte die Gemeinde eine Einwohnerzahl von 290. Fünf Jahre zuvor waren es noch 308. Somit nahm die Bevölkerung in den letzten Jahren geringfügig ab. Die Bevölkerung besteht hauptsächlich aus Métis.